# Berberis micrantha
Berberis micrantha là một loài thực vật có hoa trong họ Hoàng mộc. Loài này được (Hook.f. & Thomson) Ahrendt mô tả khoa học đầu tiên năm 1961.